# William James Firey
William James Firey (Roundup, Montana, 23 de janeiro de 1923 – Corvallis, Oregon, 20 de agosto de 2004) foi um matemático estadunidense, especializado em geometria de corpos convexos.
Firey obteve o bacharelado em 1948 na Universidade de Washington, um mestrado em 1949 na Universidade de Toronto, e em 1954 um Ph.D. na Universidade Stanford, orientado por Charles Loewner. Foi professor da Universidade Estadual de Washington durante 8 anos e foi depois professor da Universidade do Estado do Oregon, onde aposentou-se em 1988.
Foi palestrante convidado do Congresso Internacional de Matemáticos em Vancouver (1974: Some open questions on convex surfaces).

## Publicações selecionadas
- "Polar means of convex bodies and a dual to the Brunn-Minkowski theorem." Canad. J. Math 13, no. 2 (1961): 444–453.
- "p-Means of convex bodies." Mathematica Scandinavica 10 (1962): 17–24. JSTOR 24489266
- com Branko Grünbaum: "Addition and decomposition of convex polytopes." Israel Journal of Mathematics 2, no. 2 (1964): 91–100. doi:10.1007/BF02759949
- "The determination of convex bodies from their mean radius of curvature functions." Mathematika 14, no. 1 (1967): 1–13. doi:10.1112/S0025579300007956
- "Christoffel's problem for general convex bodies." Mathematika 15, no. 1 (1968): 7–21. doi:10.1112/S0025579300002321
- "Shapes of worn stones." Mathematika 21, no. 1 (1974): 1–11. doi:10.1112/S0025579300005714